# Tesouro de El Carambolo

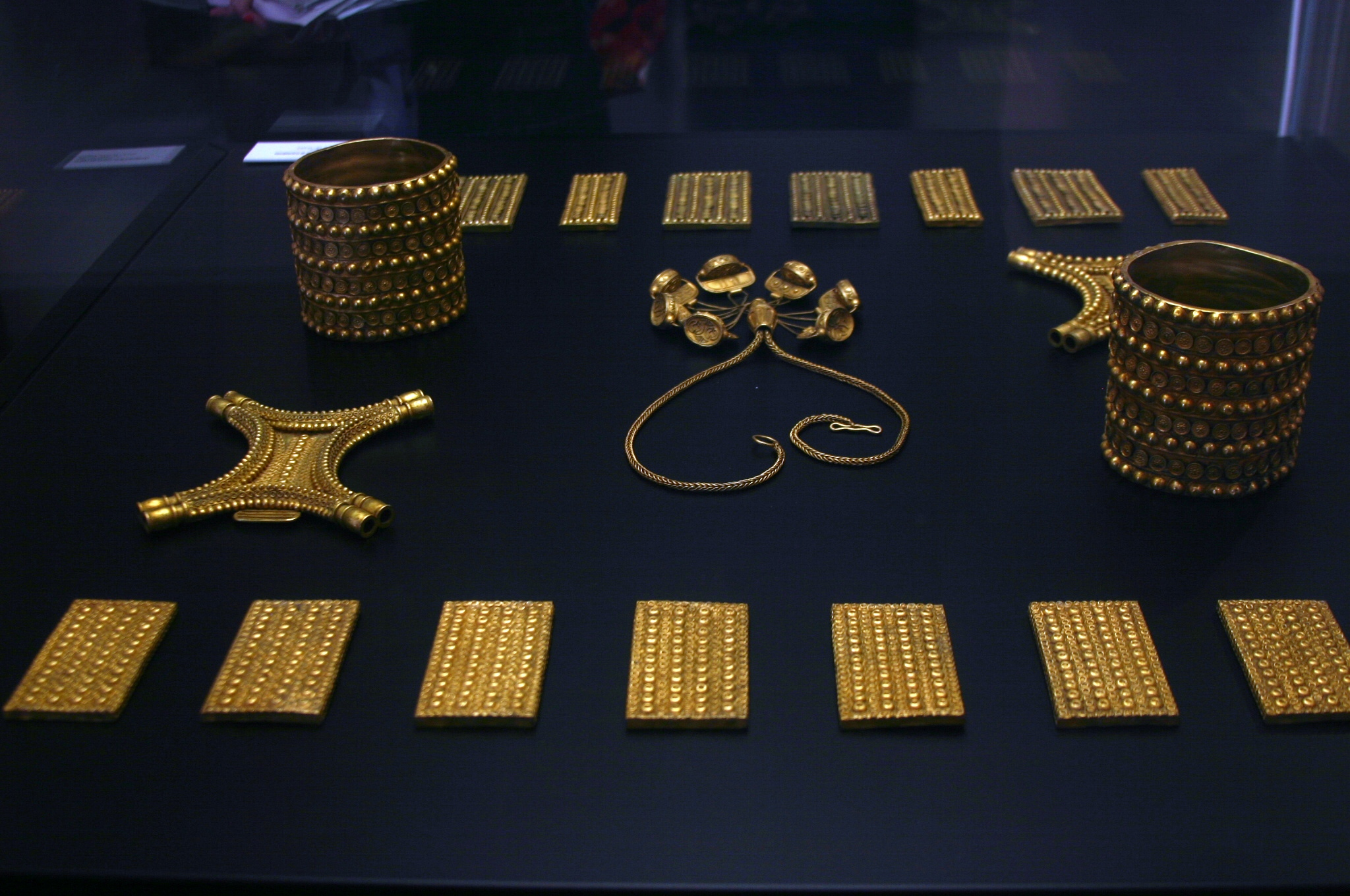
Original do Tesouro do Carambolo, exposto no Museu Arqueológico de Sevilha, no 50º aniversário do seu achado.

O tesouro do Carambolo, ou de El Carambolo, é um conjunto de várias peças de ouro (e cerâmica) de possível origem tartessa, em ligação com a cultura púnica peninsular. Foi encontrado em 1958, em El Carambolo no município de Camas, a três quilómetros de Sevilha. O conjunto é datado à primeira metade do século VII a.C. (excepto um colar, que poderá ser do Séc. VI ou V a.C.).

## Localização
A alguns quilómetros de Sevilha, há pequenos montes a que chamam carambolos que se elevam a quase uma centena de metros sobre as águas do Rio Guadalquivir. Num deles, no termo municipal de Camas, encontra-se a Real Sociedade de Tiro ao Pombo de Sevilha. Esta entidade, que adquiriu o terreno em 1940, tinha iniciado obras para ampliar suas instalações por motivo de um torneio internacional, quando o tesouro foi encontrado.
A lenda de que existia um tesouro no lugar já era antiga, mas até então era apenas isso, uma lenda.

## Achado

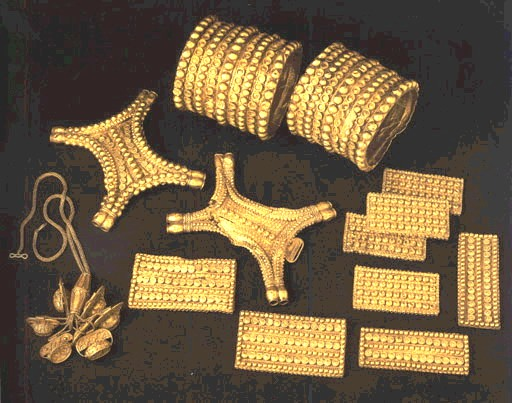
Réplica do conjunto do Tesouro do Carambolo.

O 30 de setembro de 1958, um dos operários encontrou quase à superfície uma bracelete (que depois resultou ser de ouro de 24 quilates) e um incalculável valor arqueológico. 
Aparentemente poderiam ser imitações de jóias antigas, de latão ou cobre, pelo que não deram valor ao encontrado, repartindo-as entre os trabalhadores. Um deles, para demonstrar que não podiam ser de ouro, dobrou repetidamente uma das peças até a partir.
A directora procurou a intervenção de um arqueólogo (Juan de Mata Carriazo e Arroquia), que estabeleceu que estas peças pertenciam a um período compreendido entre os séculos VII e VIII antes de Cristo, descrevendo o achado assim:
O tesouro é formado por 21 peças de ouro de 24 quilates, com um peso total de 2950 gramas. Jóias profusamente decoradas, com uma arte faustosa, delicada e bárbara, com notável unidade de estilo e um estado de conservação satisfatório, salvo algumas violências ocorridas no momento do achado (...) Um tesouro digno de Argantonio, lendário rei de Tartesso.

## Peças do tesouro
Diversas técnicas foram empregues na execução do tesouro. Alguns elementos, devido às concavidades que apresentam, teriam incrustações de turquesas, pedras semipreciosas ou de origem vítrea.
Uma das jóias mais destacadas, que apresenta uma decoração floral bastante diferente do resto do tesouro, consiste numa corrente dupla com fecho decorado, de onde pendem sete dos oito selos giratórios originais. Estes selos, que na sua origem poderiam ter servido para marcar propriedades, selar contratos, classificam-se como correspondentes à época tartessa, mas podem ter deixado de ter sua função original como selos e se ter convertido posteriormente numa mera jóia de enfeite.

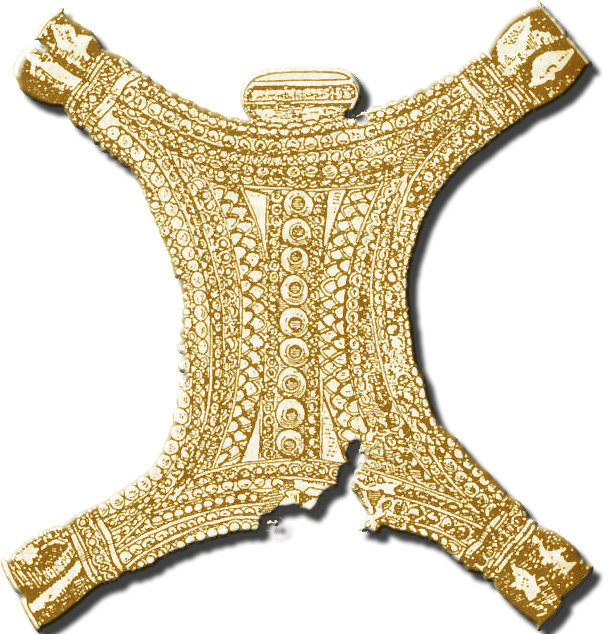
Peitoral
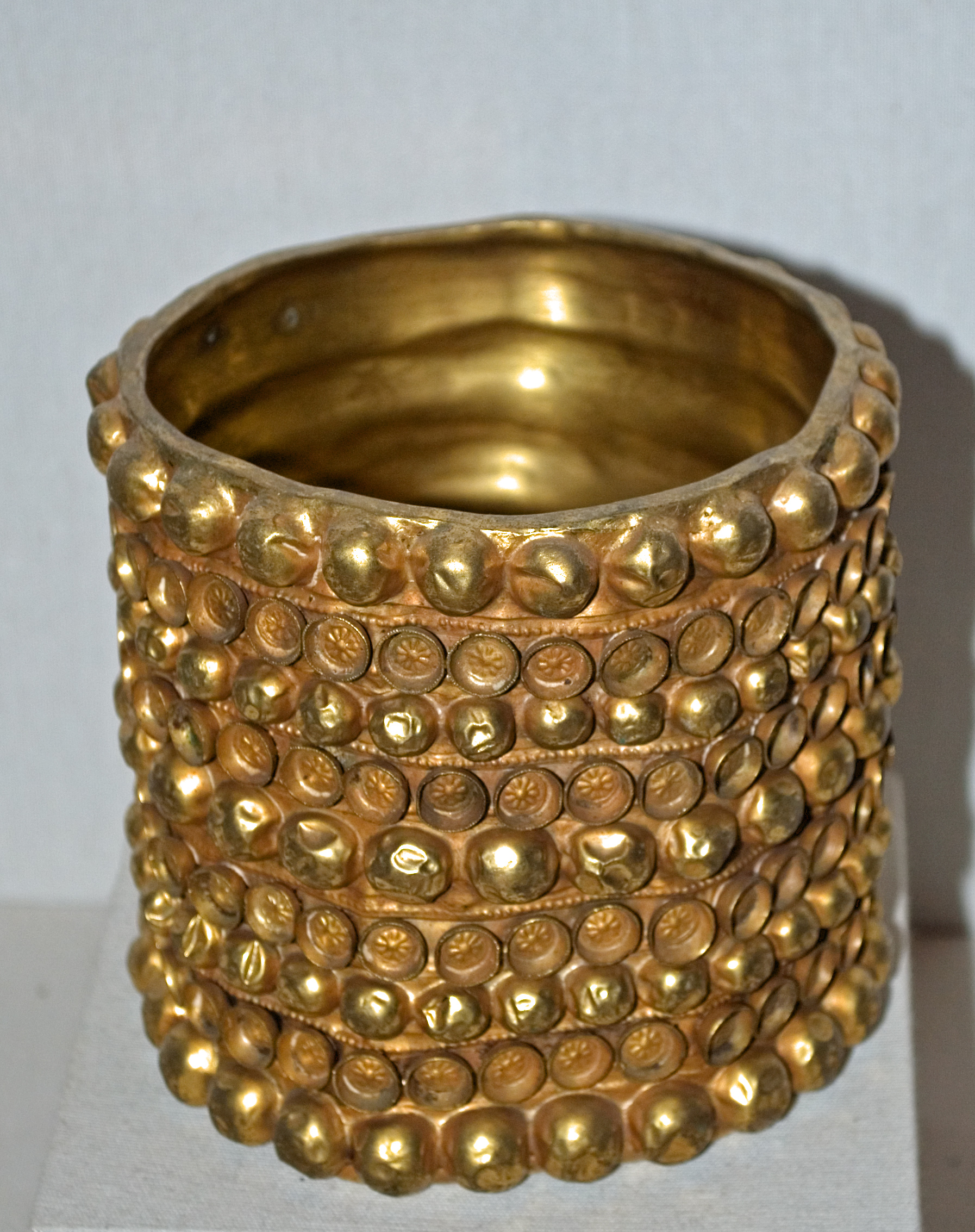
Pulseira
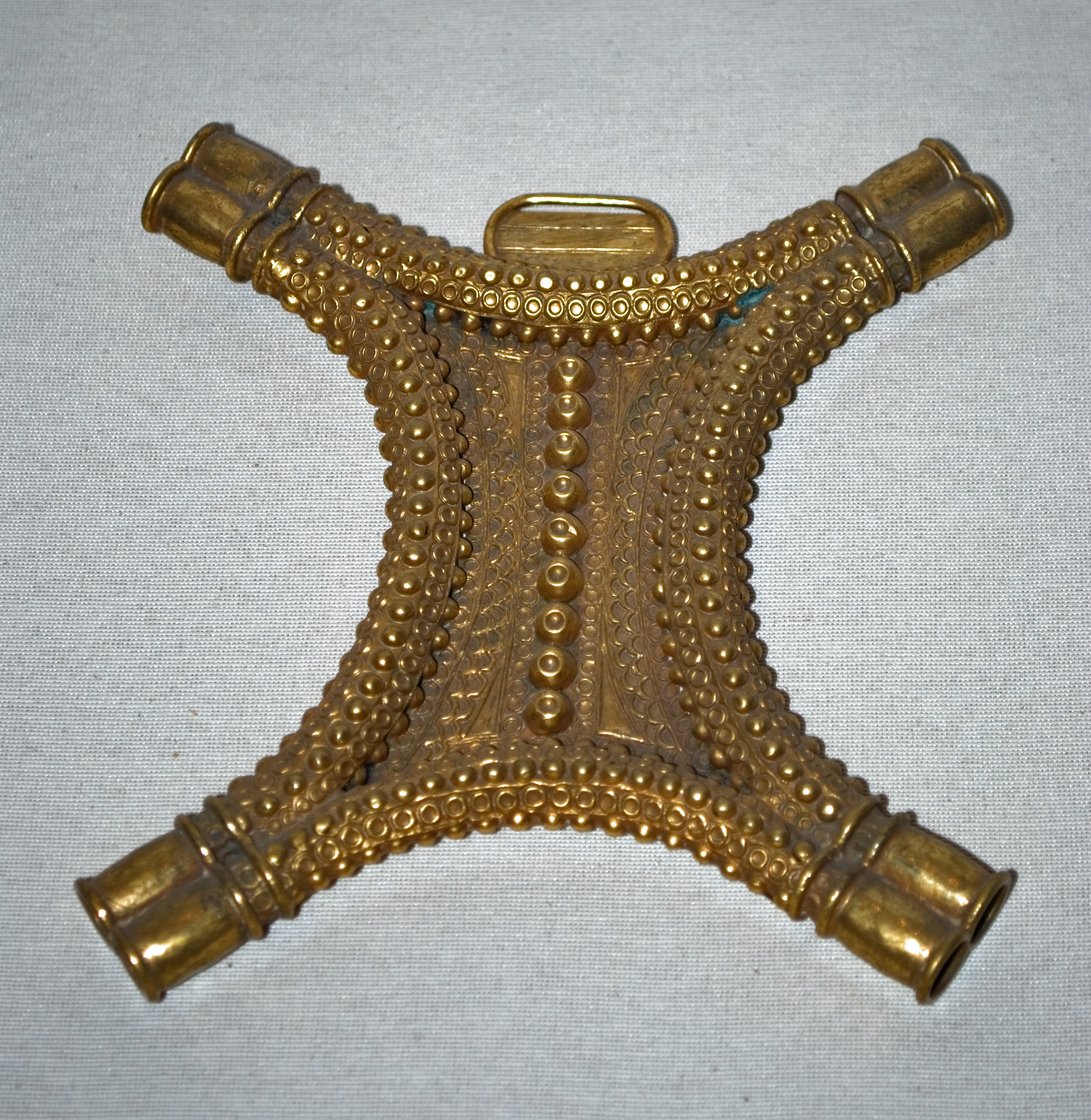
Peitoral
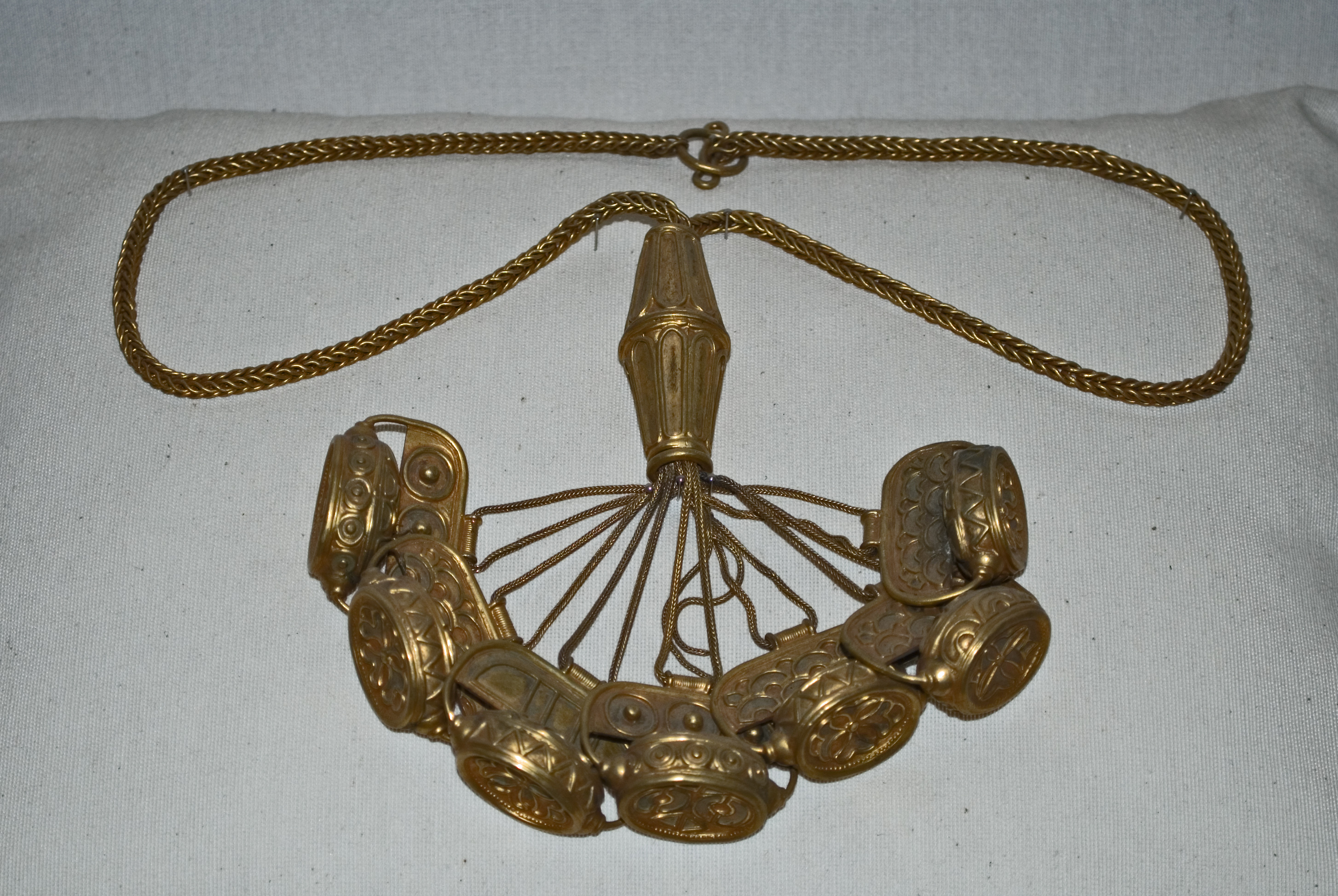
Colar

## Controvérsia
Enquanto a opinião clássica associa o achado a um tesouro de reis, como fez Juan de Mata Carriazo, recentemente outros arqueólogos têm especulado que o tesouro poderia ser de jóias para animais, o qual não encaixa com o valor (são três quilos de ouro), nem com a função normal de uso de peças de ouro na Antiguidade. Esses estudos clamam que os objectos se ligavam ao sacrifício de animais em templos fenícios, dedicados ao deus Baal e a deusa Astarte, divergindo assim da tradicional atribuição das peças à cultura tartéssica.